# Kim Jong-hyun (sångare)
Kim Jong-hyun (hangul: 김종현), mer känd under artistnamnet Jonghyun, född 8 april 1990 i Seoul, död 18 december 2017 i Seoul, var en sydkoreansk sångare och låtskrivare under skivbolaget SM Entertainment.
Han var medlem i det sydkoreanska pojkbandet SHINee i nio år, från gruppens debut 2008 fram till sin död 2017. Under denna tid gav gruppen bland annat ut 11 studioalbum. Han var även medlem i gruppen SM the Ballad från grundandet 2010, och som under denna tid gav ut två EP-album.  Från 2014 till 2017 var han programledare för programmet MBC Blue Night på radiostationen MBC. År 2015 utkom hans bok Skeleton Flower, i vilken han berättade om sitt låtskrivande.
Jonghyun var även verksam som soloartist. Hans första EP Base gavs ut i januari 2015 och i september samma år utkom samlingsalbumet Story Op.1. Hans debutalbum She Is utkom i maj 2016, och hans andra samlingsalbum Story Op.2 utkom i april 2017.
Jonghyun hittades livlös i en lägenhet i Seoul 18 december 2017 och dödförklarades senare samma dag. Dödsorsaken bedömdes vara självmord genom kolmonoxidförgiftning. Hans sista album, Poet | Artist, gavs ut postumt i januari 2018. Hans familj använde inkomsterna från albumet för grundandet av välgörenhetsstiftelsen Shinin i september 2018, med syftet att stöda unga artister. Stiftelsen finansieras med royalties från Jonghyuns musik.

## Diskografi

### Studioalbum
- 2016: She Is
- 2018: Poet | Artist

### EP
- 2015: Base

### Samlingsalbum
- 2015: Story Op.1
- 2017: Story Op.2

## Filmografi

### Film
- 2012: I Am Himself[17]
- 2015: SMTOWN The Stage[18]